# David McKenzie (Radsportler)
David McKenzie (* 6. August 1974 in Ballarat) ist ein ehemaliger australischer Radrennfahrer.

## Sportliche Laufbahn
David McKenzie, Spitzname Macca, war von 1997 bis 2005 als Profi aktiv. Die meisten Erfolge fuhr McKenzie in seinem Heimatland ein, darunter die nationale Straßenmeisterschaft (1998), elf Etappen der Herald Sun Tour, den Sieg bei Melbourne to Warrnambool Cycling Classic 2001 und bei der Bay Criterium Series (1996). 2001 siegte er im Eintagesrennen Grafton to Inverell Cycle Classic, 2006 im Etappenrennen Tour of Perth.
Der aufsehenerregendste Erfolg von McKenzie Karriere war der Etappensieg in Teramo beim Giro d’Italia 2000, nachdem er als Solist 120 Kilometer (von insgesamt 171 Kilometern) allein an der Spitze gefahren war. Dieser Etappensieg McKenzies war zugleich der größte Erfolg des nur zwei Jahre existierenden Radsportteams Linda McCartney Cycling Team.
2006 trat McKenzie vom Radsport zurück, nachdem er die Gesamtwertung der Tour of Perth für sich entschieden hatte.

## Erfolge
1994
- 1. Etappe Olympia’s Tour

1995
- 4. Etappe Herald Sun Tour
- 8. Etappe Herald Sun Tour

1996
- 7. Etappe Herald Sun Tour
- 10. Etappe Herald Sun Tour

1997
- 13. Etappe Herald Sun Tour

1998
- Australischer Meister im Straßenrennen
- 5. Etappe Herald Sun Tour
- 10. Etappe Herald Sun Tour

1999
- 3. Etappe Tour de Langkawi

2000
- 7. Etappe Giro d’Italia
- 8. Etappe Circuito Montañés

2001
- 6. Etappe Tour Down Under
- 4. Etappe GP de Beauce
- Melbourne-Warrnambool
- 1. Etappe Herald Sun Tour

2002
- 1. Etappe Herald Sun Tour
- 6. Etappe Herald Sun Tour

2003
- 4. Etappe Tour of Qinghai Lake
- 3. Etappe Herald Sun Tour
- Tour of Queensland

2004
- 4. Etappe Tour of Queensland

2005
- 2. Etappe Japan-Rundfahrt

## Teams
- 1997 Kross – Montanari
- 1998 Kross – Selle Italia
- 1999–2000 Linda McCartney
- 2001 Ficonseils - RCC Conseils Assurances
- 2002 iTeamNova.com
- 2003 Flanders - iTeamNova.com
- 2004 Navigators
- 2005 Wismilak